# RAD Group
RAD Group (группа компаний RAD) — объединение независимых компаний, занимающихся разработкой, производством и продажей сетевого и телекоммуникационного оборудования.
Каждая компания функционирует отдельно, без участия головной компании, но развивается в рамках общей стратегии, определяемой основателями группы. Компании делятся технологическими разработками, участвуют в совместных маркетинговых мероприятиях и имеют общую структуру управления.
Пять компаний RAD Group имеют листинг акций на NASDAQ: Radvision, Ceragon Networks, Radware , RADCOM, и Silicom.

## История

### Становление
RAD Group была основана братьями Иеудой и Зоаром Зисапель, в городе Тель-Авив, Израиль. Оба брата изучали разработку электроники в Технионе — Израильском технологическом институте. Иеуда начал свою карьеру в 1960 году, работая в израильском отделении компании Motorola, но, в 1973 году, решил организовать собственный бизнес по импорту и продаже сетевого компьютерного оборудования. Компания была названа Bitcom. Позже Иеуда разделил бизнес со своим партнером и основал новую компанию Bynet. Главным доходом компании было распространение продукции компании Codex Corporation, и Bynet вскоре стала лидером по данному направлению на территории Израиля. В 1977 году Codex Corporation была приобретена компанией Motorola, но, благодаря успеху на израильском рынке, Bynet сохранила за собой права на распространение оборудования. В 1981 году компания Motorola решила не продлевать соглашение с Bynet и поставлять продукцию Codex Corporation в Израиль напрямую.

### Основание RAD

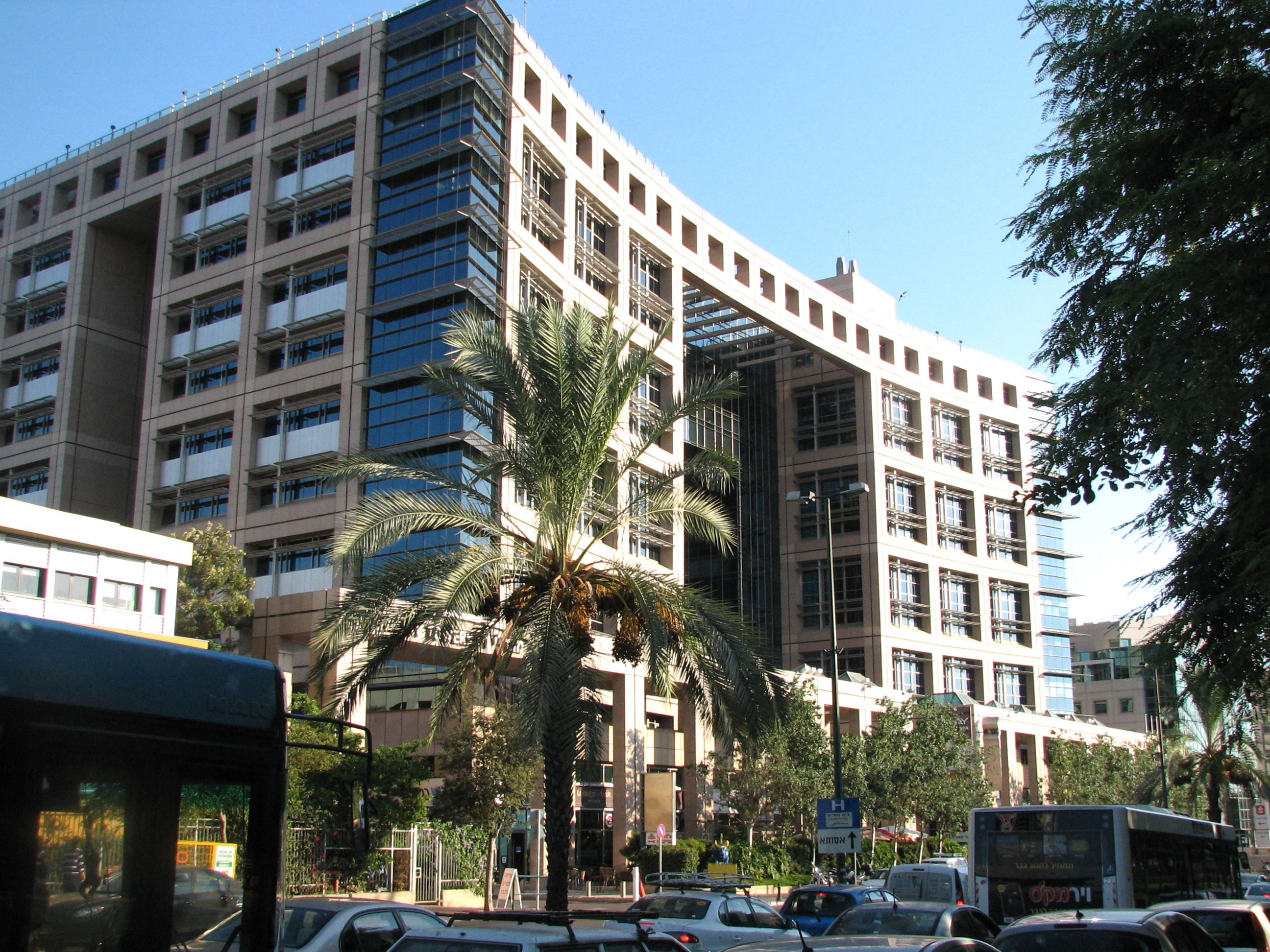
Штаб-квартира RAD Group в Тель-Авиве

Потеря прав на распространение продукции Codex Corporation заставила Иеуду осознать, что его бизнес не должен полагаться только на один вид продукции. В 1981 году он попросил своего брата Зоара присоединиться к его компании Bynet, чтобы начать работу по разработке своей собственной продукции. Компания была названа RAD (что означало простое сокращение от Research and Development — исследование и разработка) и расположилась в одном из офисов Bynet.

### Первые успехи в разработке
Первой успешной разработкой RAD был миниатюрный (по стандартам 1980-х годов) компьютерный модем. Продукт быстро стал коммерчески успешным и, к 1985 году, годовой оборот компании RAD достиг отметки 5,5 миллионов долларов.
Впоследствии, на основе этой продуктовой линейки, сформировалась RAD Data Communications — самая большая компания в RAD Group.

### LANNET
В 1985 году RAD предоставил начальное финансирование и поддержку предпринимателю Бенни Ханигалу для основания LANNET Data Communications. Компания разработала новаторский сетевой Ethernet коммутатор, который, одним из первых, позволил подключение через телефонную витую пару вместо дорогостоящего коаксиального кабеля. В 1991 году LANNET вышла на IPO, но в 1995 году было принято решение о слиянии LANNET с Madge Networks. В этой сделке LANNET была оценена в 300 миллионов долларов.
К концу 1995 года объединенная Madge-Lannet насчитывала около 1400 сотрудников и достигла более 400 миллионов долларов дохода. Но в период с 1996 по 1997 год, из-за разногласий по поводу стратегий дальнейшего развития между бывшими руководителями двух компаний, Бенни Ханигал покинул свой пост и присоединился к израильскому венчурному фонду Star Ventures. В конце 1997 года Madge Networks создала филиал на основе своего подразделения по Ethernet технологиям, опять же назвав его LANNET, и, в июле 1998 года, продала этот филиал компании Lucent Technologies за 117 миллионов долларов.

### Развитие в 90-х годах XX века
В течение 90-х годов прошлого века RAD Group участвовала в основании 12 разных компаний, некоторые из которых стали публичными компаниями на фондовой бирже NASDAQ, а некоторые были впоследствии проданы другим компаниям.
RAD Group использовала схожий подход при создании всех новых предприятий — построение бизнеса вокруг инноваций (в технологии или продукте) и привлечение инвестиций от венчурных фондов. Именно таким образом были основаны компании RADCOM в 1990 году и RADvision в 1992.

## Компании, входящие в RAD Group
- Bynet — Системный интегратор, основана в 1973 году
- RAD Data Communications — Решения для операторов связи и корпоративных сетей, основана в 1981 году
- Silicom (NASDAQ: SILC) — Высокопроизводительные серверные адаптеры и устройства безопасности, основана в 1987 году
- RADCOM (NASDAQ: RDCM) — Оборудование для тестирования сетей и управления качеством услуг, основана в 1991 году
- Ceragon Networks (NASDAQ: CRNT) — Разработка и производство сверхвысокочастотных широкополосных цифровых радиорелейных систем передачи данных, основана в 1996 году (как Giganet)
- Radware (NASDAQ: RDWR) — Коммутация на уровне приложений, основана в 1997 году
- Radwin — Решения беспроводного широкополосного доступа, основана в 1997 году
- SANRAD — Решения для хранения данных, основана в 2000 году
- PacketLight Networks[1] — Решения для передачи и хранения данных, видео и голосовых приложений по оптоволоконным сетям, основана в 2000 году
- Wisair — Решения для Ultra Wideband и беспроводной связи, основана в 2001 году
- Commex Technologies Inc. — Передовые решения для многоядерных x86 систем, основана в 2005 году
- RADLIVE — Телефонные технологии высокого качества связи, основана в 2005 году
- Channelot — Решения цифровых передатчиков для операторов стационарного и мобильного телевидения, основана в 2007 году

## Компании — бывшие участники группы
- LANNET — продана Madge Networks в 1995, а затем Lucent в 1998 году
- Armon Networking — продана Bay Networks в 1996 году
- RADNET — продана Siemens AG и Newbridge в 1997 году
- RADLINX — продана VocalTec в 1998 году
- RADWIZ — продана Terayon Communications в 1999 году
- RADLAN — продана Marvell в 2003 году
- RND — продана USR Electronics в 2003 году
- RiT Technologies — продана Stis Coman Corporation в 2008 году
- RADVISION (NASDAQ: RVSN) — Производитель оборудования и разработчик технологий для передачи голоса, видео и данных в реальном времени, основана в 1992 году. В 2012 году приобретена компанией Avaya